# Citozin
Citozin je dušikova baza, ki je sestavina nukleozidov citidina in deoksicitidina, nukleotidov in nukleinskih kislin. V svoji zgradbi ima pirimidinski heterociklični obroč.  